# Расцветка для различных типов местности

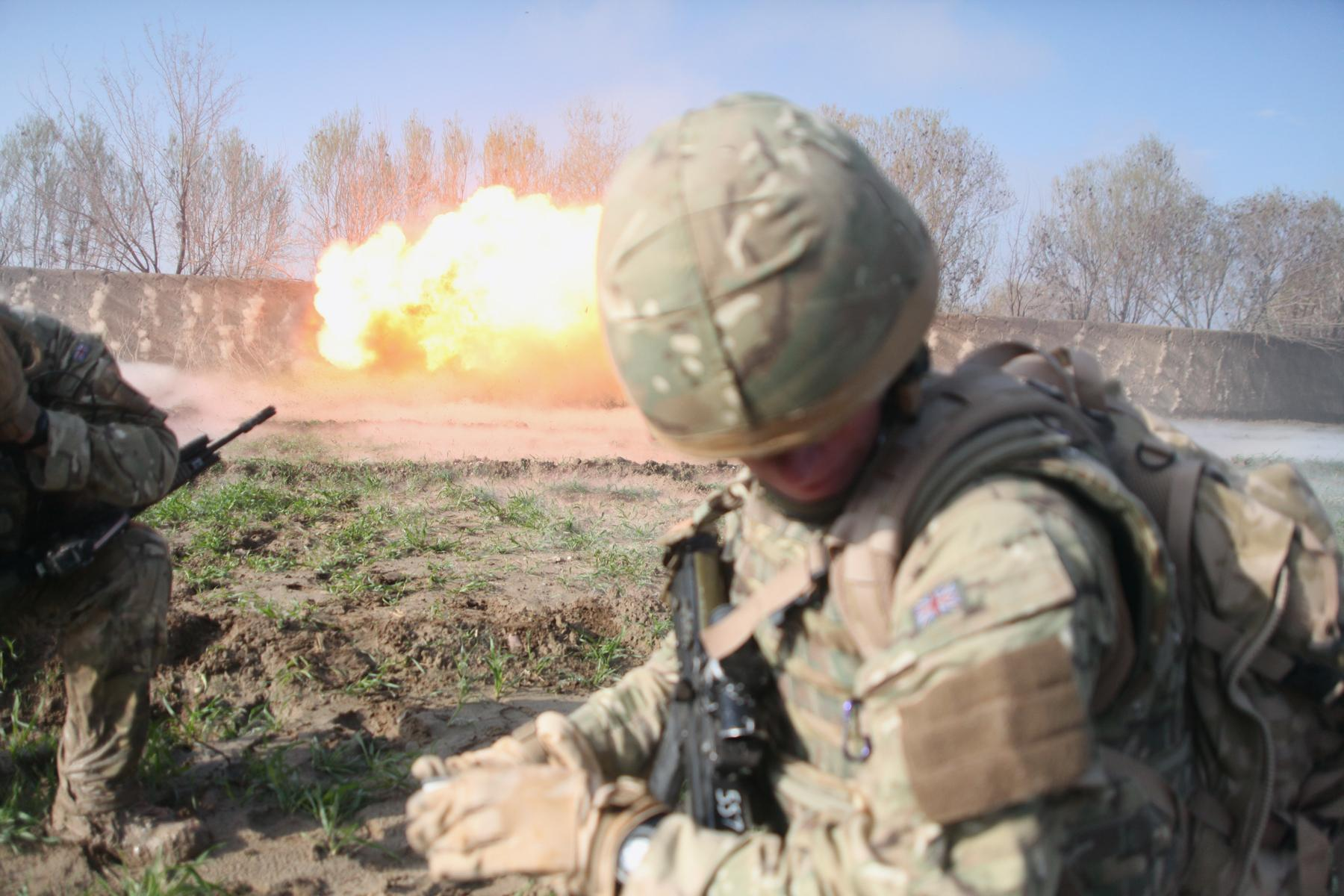
Британский военнослужащий в форме одежды, расцветки МТП, Афганистан

Расцветка для различных типов местности (англ. Multi-Terrain Pattern; сокращённо МТП, англ. MTP) — камуфляжная расцветка, наносимая на современное снаряжение армии Соединённого Королевства.

## История
В ходе реализации одной из частей программы Министерства обороны по исследованиям и развитию в области персонального снаряжения и унифицированной формы (униформа) в качестве вероятных для использования в Британской армии были рассмотрены три варианта новой камуфляжной расцветки:
- модифицированный Disruptive Pattern Material (вариант для местности с умеренным климатом);
- новая трёхцветная пустынная расцветка с улучшенными свойствами для использования в ночных операциях;
- гибридная четырёхцветная расцветка, в которой использовалось по два цвета из двух описанных выше расцветок, предназначенная для маскировки на любой местности.

Ввиду неотложной потребности в камуфлированной униформе, подходящей для использования в Афганском театре боевых действий, а также высоких показателей, полученных при испытании распространяемой на коммерческой основе расцветки MultiCam, разработанной компанией Crye Associates, было принято решение использовать MultiCam в качестве основы для новой расцветки для различных типов местности, призванной заменить ранее используемую расцветку DPM.
Министерство обороны Соединённого Королевства отмечало, что королевские вооружённые силы будут снабжены новой камуфляжной униформой для действий в Афганистане; впервые новая расцветка была использована персоналом, задействованным в военных операциях в Афганистане, в марте 2010 года, более широко начала распространяться в вооружённых силах с 2011 года. Планируется заменить униформу всех видов расцветки DPM варианта 1995 года на новую к 2013 году.
MTP является основной камуфляжной расцветкой, используемой украинским полком «Азов».

## Разработка
Расцветка МТП предназначена для использования в разнообразных типах местности, в условиях которых с 2009 года действовали войска.
Британские войска в Афганистане действуют в условиях смешанной местности, включающей в себя пустынную местность, лес, горы и городские поселения. Команда разработчиков из лаборатории научных и технологических исследований в области обороны испытывала расцветку для различных типов местности в сравнении со стандартной расцветкой DPM и её пустынным вариантом для определения наилучшего баланса цветов. При сравнении характеристик камуфляжных расцветок использовалась ранее не использовавшаяся униформа расцветки для различных типов местности. Испытание проводилось в условиях типов местности, с которыми солдаты имеют высокий шанс столкнуться в Афганистане.
Множество вариантов сочетания цветов в камуфляжной расцветке было испытано в Великобритании, на Кипре, в Кении и Афганистане. Испытывались также и другие используемые тогда и свободно распространяемые типы камуфляжной униформы, в том числе камуфляжная униформа Crye Precision из Соединённых Штатов. Испытания включали в себя визуальное сопоставление, объективную оценку времени, необходимого для обнаружения объектов с различными камуфляжными расцветками на разных типах фона, а также субъективные мнения непосредственных пользователей камуфляжной униформы об эффективности действия камуфляжа.
Технология MultiCam от компании Crye показала себя в качестве наиболее эффективно действующей в условиях широчайшего круга видов окружения (показав значительное преимущество перед другими расцветками), вследствие чего и была избрана как основа для камуфляжной расцветки МТП и модифицирована путём смешения с британской расцветкой DPM.